# Il cimitero dei folli
Il cimitero dei folli (A Graveyard for Lunatics 1990) è un romanzo poliziesco dello scrittore statunitense Ray Bradbury, pubblicato in Italia nel 2003 con questo nome, ma già edito nel 1990 con il titolo La follia è una bara di cristallo.
È il secondo romanzo di una trilogia preceduto da Morte a Venice (Death Is a Lonely Business 1985) e seguito da Constance contro tutti (Let's all Kill Constance 2003).

## Trama
A Venice (Los Angeles), la notte di Halloween del 1954 uno sceneggiatore alle prime armi riceve un anonimo invito a recarsi a mezzanotte nel vicino cimitero con la promessa di nuove idee per una sceneggiatura. Incuriosito dal misterioso messaggio e allettato dall'offerta, lo scrittore arriva sul luogo dell'appuntamento dove trova il cadavere di James Charles Arbuthnot, il tycoon della Maximus Film, la produzione cinematografica per la quale lui stesso lavora. Lo scrittore, sospettando una macchinazione, sapendo che l'uomo era stato dichiarato morto venti anni prima a seguito di un incidente d'auto, invece di rivolgersi immediatamente alla polizia, chiede aiuto all'amico, Roy Holdstrom, artista e esperto di effetti speciali cinematografici. I due ritornano al cimitero ma il corpo è misteriosamente sparito. Scoprono ben presto che il cadavere non era altro che un fantoccio, confezionato da ignoti con intento ricattatorio.
Altri biglietti anonimi portano lo scrittore e Roy in piena notte in un ristorante dove scorgono un uomo orrendamente sfigurato che sta cenando con una ragazza. L'uomo, infastidito da un cacciatore di autografi che forse riconosce in lui un personaggio noto, fugge nella notte. Roy che sta lavorando sugli effetti speciali di un film dell'orrore, ispirato dal tremendo volto dell'uomo, ne abbozza la fisionomia con la creta. Manny Leiber, il direttore della Maximus Film per i quali i due lavorano, non appena vede il bozzetto, infuriato lo distrugge licenziando l'allibito Roy che, disperato per la perdita delle sue opere, fugge. Lo scrittore con l'aiuto dell'amico poliziotto, Elmo Crumley, aiutato alle indicazioni dell'attrice Constance Rattigan, cerca di rintracciare il cacciatore di autografi, Clarence Sopwith, che potrebbe svelare il mistero dell'uomo sfigurato, degli inquietanti messaggi e del motivo della furia distruttiva di Manny Leiber. Nel frattempo lo scrittore, racatosi a casa dell'amico Roy lo trova impiccato e assiste impotente alla sottrazione del corpo da parte dell'equivoco medico della produzione, il  Dottor Phillips.
Lo scrittore tuttavia crede di scorgere tra le comparse di un film l'amico redivivo e intuisce che Roy abbia simulato la propria morte sentendosi minacciato dall'uomo sfigurato. Il poliziotto Crumley riesce a rintracciare Clarence Sopwith, ma è oramai troppo tardi: il cacciatore di autografi viene ritrovato morto dallo scrittore nel suo appartamento devastato da ignoti. Prima che il protagonista riesca a avvisare la polizia dell'omicidio, il corpo viene trafugato e l'appartamento ripulito. Anche altri dipendenti della produzione iniziano a sparire, forse custodi di inconfessabili segreti circa l'identità dell'uomo sfigurato. Lo scrittore sospetta che Arbuthnot non sia morto nell'incidente d'auto e che l'uomo sfigurato non sia altri che lui. Decide perciò di verificare di persona la presenza o meno del corpo di Arbuthnot nella sua tomba e si reca di notte nel cimitero accompagnato da Crumley e dal "Cieco" Henry, fidando nel prodigioso olfatto di quest'ultimo per scoprire utili indizi nel buio. La tomba di Arbuthnot risulta vuota e sotto il sarcofago viene scoperto un passaggio segreto che conduce nell'ufficio di Manny Leiber.
Lo scrittore torna il giorno dopo nei sotterranei e qui ha uno sconvolgente incontro con l'uomo sfigurato che confessa di essere Arbuthnot. Vent'anni prima, la notte dell'incidente, Arbuthnot era stato scoperto dal socio in appassionata compagnia di Emily Sloane, la moglie di quest'ultimo, e aggredito e sfigurato a martellate dall'uomo impazzito per la gelosia. In una notte di terrore e di follia Arbuthnot ha inseguito in auto il fuggitivo Sloane, speronandone l'automobile e uccidendo il rivale in amore. Arbuthnot nonostante fosse gravemente ferito, riuscì a impartire gli ordini necessari per nascondere l'omicidio, aiutato dal famoso regista Fritz Wong e dell'attrice Constance. L'amore tra Arbuthnot e Emily non ha avuto però seguito, poiché la donna, provata dai tragici eventi di quella notte, era impazzita. Arbuthnot rivela inoltre allo scrittore di aver continuato a dirigere tra le quinte la Maximum Films, usando Manny Leiber come prestanome, fino a quando uno dei testimoni dell'incidente, Stanislau Groc, non aveva tentato di estorcere denaro alla produzione. Il fantoccio con le sembianze di Arbuthnot era stato confezionato dallo stesso Groc per lanciare messaggi ricattatori. Il folle Arbuthnot aveva iniziato a eliminare tutti i pericolosi testimoni dell'omicidio di Sloane nel tentativo di continuare a mantenere il segreto.
L'amico dello scrittore Roy aveva già scoperto il segreto di Arbuthnot e lo aveva rapito prendendone le sembianze e sostituendolo nella direzione della Maximum Films, fino a quando Arbuthnot non era riuscito a liberarsi; l'uomo confessa di essere segnato da un male incurabile e cerca di convincere lo scrittore a prendere su di sé la responsabilità della direzione della compagnia di produzione. Lo scrittore non accetta l'offerta e alla morte di Arbuthnot, convince Leiber a continuare a dirigere la Maximus Films.

## Personaggi
Lo scrittoreÈ il protagonista del romanzo. Il suo vero nome non viene mai pronunciato ma da vari indizi seminati nel testo, sarebbe lo stesso Ray Bradbury.
Roy Holdstroml'amico del protagonista, creatore di mostri cinematografici e di effetti speciali. La sua figura è ricalcata su quella reale dell'amico di Ray Bradbury, Ray Harryhausen.
Constance RattiganDiva del cinema muto, donna estroversa e poliedrica.
Elmo CrumleyAmico dello scrittore, poliziotto con la passione per il giardinaggio, collabora con lui nelle indagini.
Il "Cieco" HenryL'amico di colore dello scrittore, dall'olfatto prodigioso.
James Charles ArbuthnotIl defunto ex presidente della Maximus Films, creduto morto venti anni prima in un incidente stradale.
Manny LeiberIl nuovo capo della Maximus Films.
Fritz WongIl famoso regista per il cui film, incentrato sulla Passione di Cristo  e oramai quasi terminato, lo scrittore deve trovare il finale. Allibito il protagonista rimprovera la produzione: «Nessun finale? Avete letto la Bibbia?».
Stanislau GrocEsperto truccatore, anche se ama definirsi cosmetologo, già imbalsamatore della mummia di Lenin. Dal carattere ilare e generoso, è ricercato in special modo dalle starlette che da lui ottengono portentosi ritocchi all'aspetto.
Dottor PhillipsIl medico degli Studios. Figura equivoca, continuamente impegnato a rimettere in piedi stelle del cinema vittime di abuso di alcool, di incidenti d'auto o comunque cacciatisi nei guai, senza sottrarsi dall'effettuare aborti clandestini.
Tom ShipwayGiovane vicino di casa di Roy Holdstrom, con una grandissima passione per i romanzi di Jules Verne e in particolare per Ventimila leghe sotto i mari. Con l'aiuto di Tom, all'insaputa della padrona di casa, ha trasformato gli interni del suo appartamento nel sottomarino Nautilus.
Maggie BotwinFamosa montatrice della Maximus Film, ha la mania di riprendere con la sua cinepresa i colleghi di lavoro, anche a loro insaputa.
Clarence SopwithCollezionista di autografi, dal carattere schivo e ossessionato dalla paura di poter essere derubato dei suoi innumerevoli memorabilia. Viene ritrovato morto dallo scrittore nel suo appartamento devastato.
G.C.Il protagonista del film di Fritz Wong, già interprete di altri film di carattere religioso, immedesimatosi così tanto nella parte di Gesù Cristo, da assumerne la fisionomia e i comportamenti anche fuori dai set.
Emily SloaneLa moglie del braccio destro di Arbuthnot, amante di questi. Impazzita dopo la cruenta aggressione del suo amante da parte del marito che ne ha sfigurato il volto e a seguito dell'omicidio del marito, fatto passare per incidente d'auto.

## Analisi
La storia fu ispirata all'autore da un incontro avvenuto durante un viaggio in Europa con un uomo sfigurato. Il romanzo è una critica all'industria cinematografica nella quale l'autore ebbe modo di lavorarare da giovane e di come l'opera degli scrittori che vi collaborano sia sfruttata senza riguardi. Lo scrittore, in particolare, lamentava il fatto che  "una volta che gli vendi qualcosa, loro ci possono fare quello che vogliono".
L'opera è permeata dalla nostalgia che l'autore prova per il periodo trascorso a Hollywood da giovane, ma è così intessuto di metafore da risultare spesso di difficile interpretazione.

## Edizioni
- (EN) Ray Bradbury, A Graveyard for Lunatics, 1ª ed., New York, Alfred A. Knopf Inc., 1990.
- Ray Bradbury, La follia è una bara di cristallo, Milano, RCS Rizzoli Libri, 1990,  p. 320, ISBN 9788817695091.
- Ray Bradbury, Il cimitero dei folli, Oscar Mondadori, Milano, Arnoldo Mondadori Editore, 2003,  p. 377, ISBN 88-04-51759-X.